# O tutto o niente
Pour plus de détails, voir Fiche technique et Distribution.
O tutto o niente est un western spaghetti italien sortie en 1968, réalisé par Guido Zurli.

## Synopsis
Un pistolero surnommé Amen, en raison de son habitude de conseiller à ses victimes de faire le signe de croix avant de les tuer, est chargé par un agent de la Pinkerton, qui se fait passer pour un joueur professionnel, de récupérer une importante somme de pièces d'or. En échange de l'annulation de la prime sur sa tête et d'un juteux prix d'assurance, Amen devra affronter Buseda et sa bande nombreuse. Ceux-ci ont pris possession de l'or recherché après avoir massacré l'escorte militaire. Ils sont désormais déterminés à le transporter de l'autre côté de la frontière, au Mexique. Le pistolero peut compter sur la ruse du faux tricheur et la visée infaillible d'un autre personnage mystérieux, prêt à le protéger dans les moments les plus dangereux.

## Fiche technique
- Titre italien original : O tutto o niente
- Réalisation : Guido Zurli
- Scénario : Guido Zurli, Renato Izzo et Franco Bucceri
- Genre : western spaghetti
- Musique : Gino Peguri
- Production : Aldo Ricci pour Selenia Film, Tirrenia Film[1]
- Photographie : Guglielmo Mancori
- Format d'image : 2.35:1
- Montage : Romeo Ciatti
- Durée : 98 min
- Pays de production :  Italie
- Date de sortie : 1968
- Langue originale : italien

## Distribution
- George Ardisson : Amen / Johnny
- Akim Tamiroff : Puzza / Dean Light
- Isarco Ravaioli : Solitario
- Lorenza Guerrieri : Muriel
- Fred Coplan : Brody
- Paolo Carlini : Buseda
- Mara Krupp : Millie
- Calisto Calisti (it) : Johnny Siringo